# جوزيب ميشيتش
جوزيب ميشيتش (بالكرواتية: Josip Mišić)‏ هو لاعب كرة قدم كرواتي في مركز الوسط، ولد في 28 يونيو 1994 في فينكوفسي في كرواتيا. شارك مع منتخب كرواتيا تحت 19 سنة لكرة القدم ومنتخب كرواتيا تحت 21 سنة لكرة القدم. أما مع النوادي، فقد لعب مع نادي أوسييك ونادي رييكا ونادي سبيزيا.

## وصلات خارجية
- جوزيب ميشيتش على موقع الاتحاد الأوربي (الإنجليزية)
- جوزيب ميشيتش على موقع اتحاد كرواتيا (الكرواتية)
- جوزيب ميشيتش على موقع قاعدة بيانات كرة القدم.إي يو (الإنجليزية)
- جوزيب ميشيتش على موقع ناشيونال فوتبول تيمز (الإنجليزية)
- جوزيب ميشيتش على موقع Soccerway.com (الإنجليزية)